# Bolama (cidade)
Bolama é uma cidade da Guiné-Bissau pertencente ao sector de mesmo nome, capital da região de Bolama. A parte central da cidade está localizada na ilha que também recebe o nome de Bolama.
Segundo o censo demográfico de 2009 o sector possuía uma população de 10 206 habitantes, sendo que 4 819 habitantes somente na zona urbana da cidade de Bolama, distribuídos numa área territorial de 450,8 km².
A história desta localidade, que confunde-se com a própria história da Guiné, servindo como capital da Guiné Britânica e depois da Guiné Portuguesa, foi vital para a formação da Guiné-Bissau como Estado-nação tal qual se observa na atualidade.

## História

### Primeiras investidas coloniais

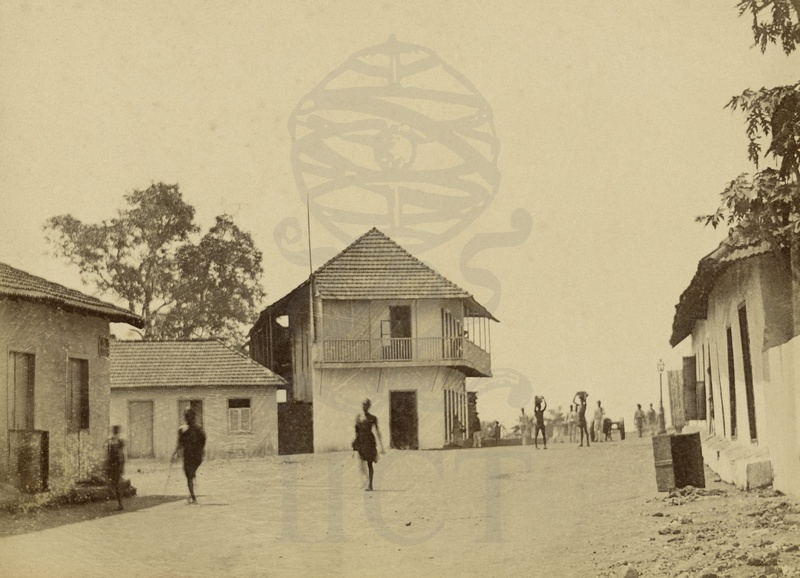
Rua Governador Cattela, em 1892.

A primeira investida colonial de facto sobre a ilha de Bolama ocorreu em 4 de abril de 1753, quando o capitão-mor de Cacheu parte em embarcações para tomar posse da ilha. O ato foi meramente cerimonial, pois não ergueu povoação ou fortificação em Bolama.
A fraca presença presença portuguesa na área fez com que, em 10 de maio de 1792, dois oficiais da Armada Britânica, os tenentes Philip Beaver e Henry Dalrymple, que conheciam a região por ali terem participado em operações navais, lançassem em Londres uma subscrição destinada a fundar uma colónia-modelo na ilha de Bolama, ao tempo escassamente habitada e aparentemente disponível para colonização europeia.
Após a desistência de Darlymple, o primeiro governante da Guiné Britânica, outro britânico, Filippe Beaver, em 27 de julho de 1792, comprou as terras de Bolama do rei de Canhabaque. Após a aquisição, funda uma feitoria com 275 britânicos, na Ponta Oeste, actual Bolama de Baixo. Em 29 de novembro do mesmo ano ele e os colonos abandonam a povoação. Bolama passa a servir como costa de paragem dos navios britânicos que navegavam entre a Gâmbia e Serra Leoa.
Em 1816 Joseph Scott monta uma expedição para povoação de Bolama, mas, para sua surpresa, encontra tenaz resistência de bijagós que haviam começado a repovoar a ilha, seguindo para a Serra Leoa.

### Fixação colonial

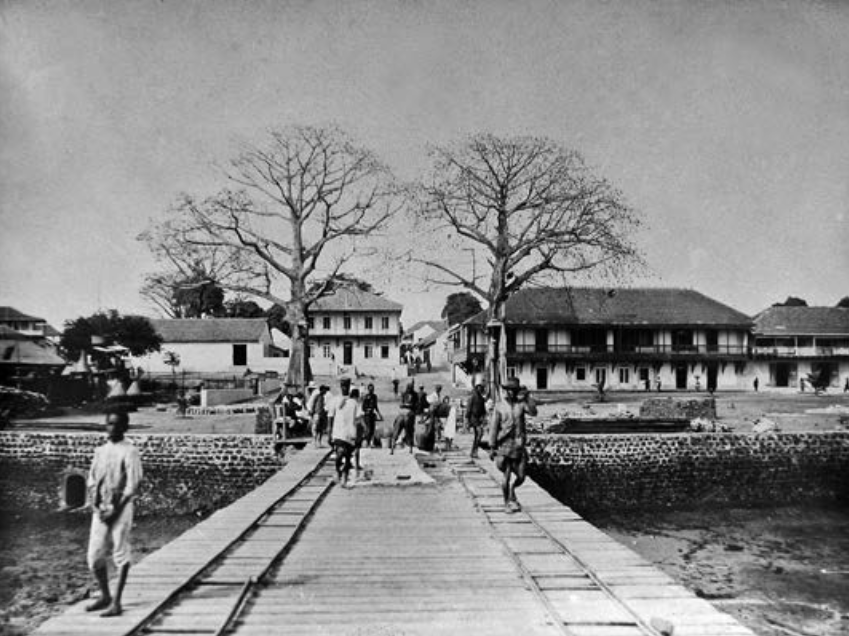
O cais do porto de Bolama, em 1912.

Em 24 de junho de 1827 o governador colonial britânico da Serra Leoa Neil Campbell, numa expedição a ilha de Bolama e ao Rio Grande de Buba, assina com os régulos de Bolola e Guínala tratados de ratificação da posse de Bolama. Porém, em oposição aos britânicos, menos de um ano depois, em 12 de julho de 1828, o régulo Damião, de Canhabaque, e representantes do régulo Fabião, dos beafadas, assinam um tratado que autoriza a ocupação de Bolama pelos portugueses. Em 9 de maio de 1830 Joaquim António de Mattos inicia a ocupação militar portuguesa de Bolama, a primeira colónia permanente lusitana na ilha. Esta colónia dá espaço para a montagem de feitorias escravagistas na ilha. A colonização portuguesa e o comércio de escravos gera grandes protestos dos britânicos.
Entre 1838 e 1859 os britânicos atacam seguidamente as feitorias portuguesas, as embarcações de escravos e as posições militares, gerando a Questão de Bolama, um conflito diplomático sobre a anexação da região às possessões coloniais britânicas na Serra Leoa. Alguns desses ataques conseguiram ocupar brevemente a ilha, ora libertando escravos, ora aprisionando soldados portugueses, numa escalada de conflitos sem precedentes nas relações entre Portugal e a Grã-Bretanha, superada posteriormente somente pela contenda do Mapa Cor-de-Rosa.
Em fevereiro de 1859 os britânicos fizeram seu último e mais destruidor ataque às fortificações e feitorias lusitanas em Bolama, fazendo os portugueses abandonarem a ilha. Assim, em 10 de maio de 1860, o governador colonial britânico da Serra Leoa proclama a restauração da Guiné Britânica, porém sob administração da Colônia e Protetorado de Serra Leoa. Em 3 de dezembro de 1860 Stephen Hill, governador da Serra Leoa, visita Bolama e estabelece um contingente militar fixo. Em 14 de dezembro de 1861 a colônia britânica de Bolama é inaugurada.
Em 1 de dezembro de 1869 o sistema das capitanias é substituído por uma nova divisão administrativa, ocorrendo a criação de dois distritos e quatro concelhos: Cacheu, Buba, Bissau e Bolama. Bolama fica jurisdicionada ao distrito de Bissau. Assim, de jure Bolama ainda era parte da Guiné, embora de facto possessão britânica.

### A arbitragem e a elevação a capital

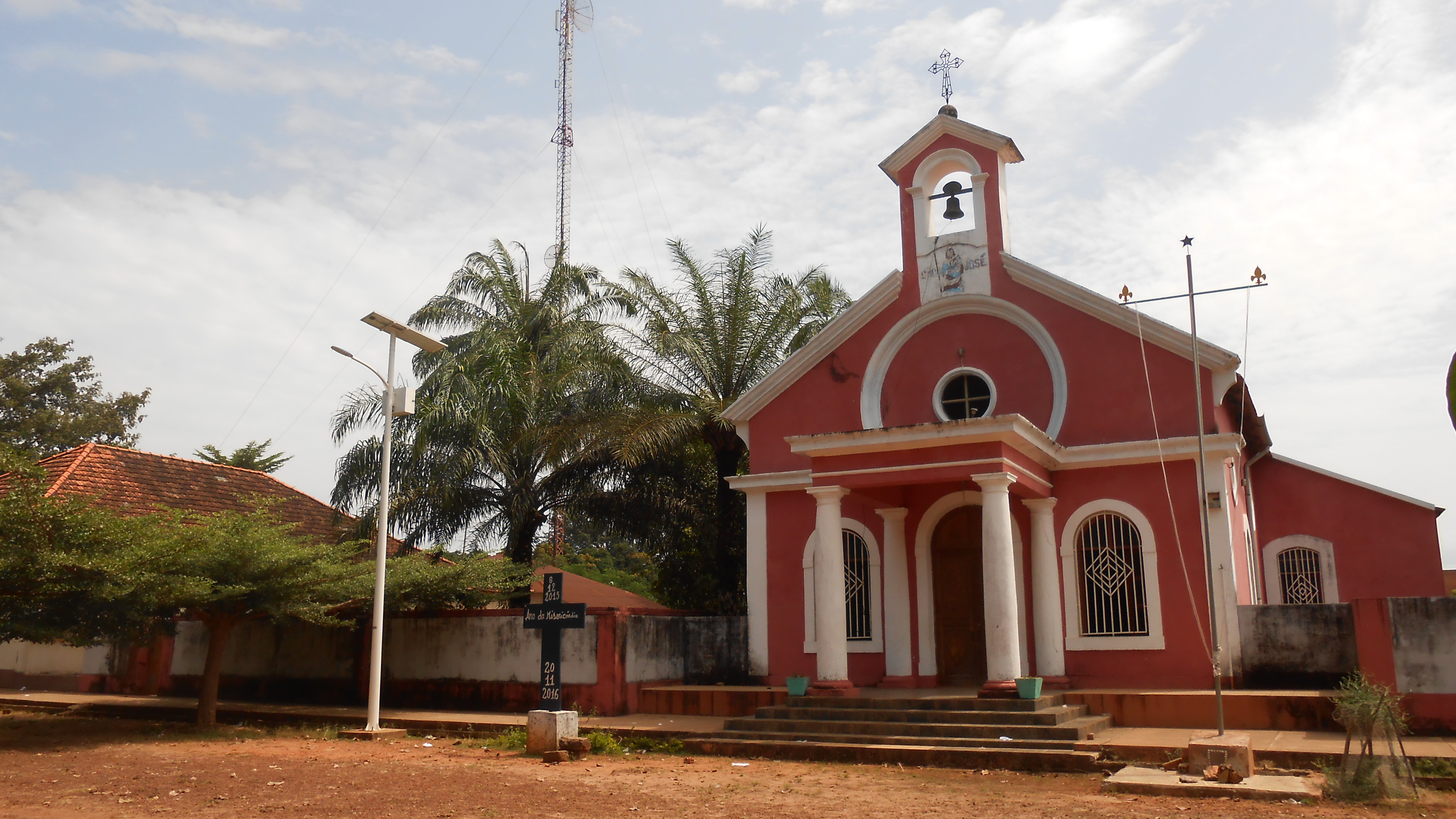
Igreja de São José de Bolama, em 2017.

O governo britânico concorda em submeter a questão de Bolama à arbitragem em 1868, porém foi somente em 21 de abril de 1870 que tal contenda foi resolvida por sentença arbitral do presidente norte-americano Ulysses S. Grant e que valeria o título de duque de Ávila e Bolama a António José de Ávila. Em 1 de outubro de 1870 a bandeira britânica é ariada e a portuguesa içada, sinalizando o encerramento da questão.
Em 18 de março de 1879 a Guiné Portuguesa torna-se separada administrativamente do Cabo Verde Português, havendo a transferência da capital de Bissau para Bolama. A transferência seria também um ato para minar qualquer outra pretensão colonial, seja britânica, francesa, americana ou espanhola. A vila de Bolama moderniza-se muito após tornar-se capital, ganhando edifícios magníficos e estruturas importantes. Embora capital da colónia, ainda fica, para fins administrativos, sob jurisdição do distrito de Bissau.
A partir de 3 de setembro de 1906 Bolama torna-se cumulativamente capital do distrito de Bolama; embora capital colonial (1879) e distrital (1906), somente ganhou estatuto de cidade em 4 de agosto de 1913.
Quatro equipamentos sociais importantes são instalados na cidade: o Hospital Militar e Civil de Bolama, ainda no século XIX; em 1 de maio de 1930 torna-se a segunda cidade guineense a ganhar eletrificação; em 13 de fevereiro de 1967 passa a funcionar a "Escola de Habilitação de Professores do Posto de Bolama General Arnaldo Sachutz", a mais antiga instituição de formação superior da Guiné ainda em funcionamento (instituída pelo decreto-lei 45908, de 10 de setembro de 1964) que, em 1975, tornou-se a Escola Nacional Amílcar Cabral, e; o Liceu de Bolama, na década de 1960, que atualmente chama-se Liceu Regional José Martí.
Mesmo com todas essas transformações, em 29 de abril de 1941 é devolvido a Bissau o título de capital colonial. A cidade, porém, permanece como capital distrital de Bolama (atual região de Bolama).

## Geografia
A maior parte da cidade de Bolama é insular, ou seja, está localizada na ilha de Bolama, uma das ilhas do arquipélago dos Bijagós. Sua parte continental está resumida ao bairro de São João, que separa-se do centro da cidade pelo Canal de Bolama.

## Política
Dado sua posição como capital histórica bissau-guineense, Bolama foi admitida como membro efetivo da União das Cidades Capitais de Língua Portuguesa (UCCLA), no ano de 2000.

## Economia
A economia local baseia-se na pesca, com grande expressão para a artesanal, além de uma pífia pesca industrial-mecanizada. Além disso, há ainda extrativismo de mariscos. Na agricultura, a cidade e seus arredores produzem quantidades razoáveis de mancarra, batata, milho, mandioca e caju, além de cultura de arroz.
Bolama foi selecionada para servir como a primeira zona franca da Guiné, a Zona Franca de Bolama (ZFB), onde pretende-se construir plantas agroindustriais e um grande porto de águas profundas, além de reestruturar as habitações da cidade.

## Infraestrutura

### Transportes
Bolama dispõe, na região central, de um porto de calado mediano com uma ponte-cais, que faz a principal ligação por balsa com as cidades de Bissau e Bubaque. Do outro lado do Canal de Bolama, no bairro de São José, há um pequeno porto atracadouro de balsas, que liga a região insular e a região continental do sector.
O bairro de São João é conectado por rodovia à vila-secção de Nova Sintra pela Estrada Regional nº 8 (R8). Além da R8, a cidade Bolama conecta-se com o restante do território da ilha de Bolama pela Estrada Local nº 36 (L36), que possui término na vila-secção de Bolama de Baixo, na Ponta Oeste.
Anteriormente a cidade possuía o Aeródromo de Bolama-Sucuto, porém o mesmo está abandonado, embora que com previsão de ser reabilitado.

### Educação
A cidade possui um campus-polo da Escola Nacional Amílcar Cabral (ENAC), a mais antiga instituição de ensino superior do país. A ENAC oferta basicamente licenciatura em ensino/formação para o primeiro e segundo ciclo.

## Cultura e lazer

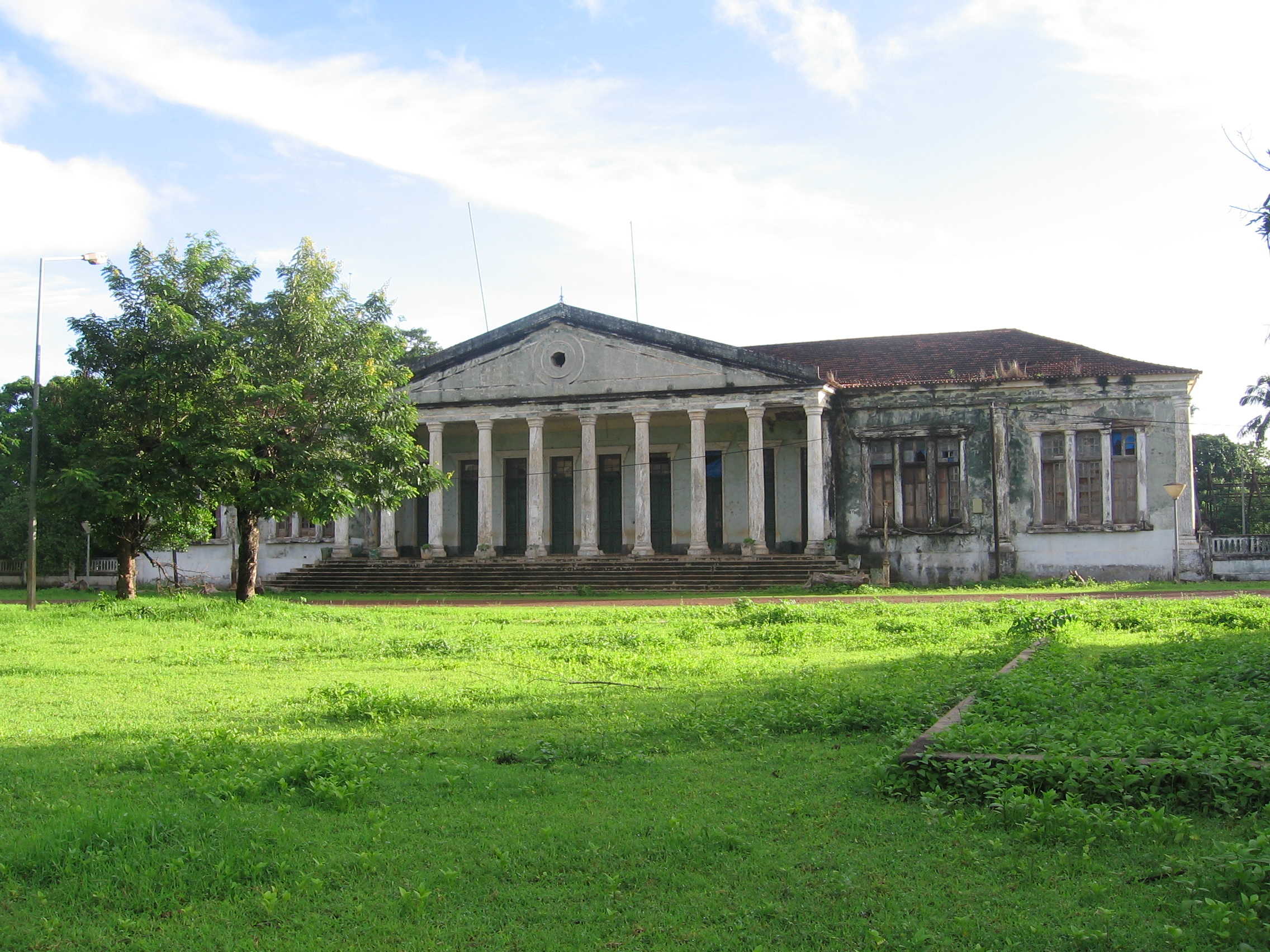
O magnífico edifício dos Paços do Concelho de Bolama, em 2007.

O centro da cidade é marcado por edifícios de origem colonial portuguesa, alguns em avançado estado de degradação. Contudo alguns edifícios estão em fase de restauro, mantendo o estilo original, como é exemplo do Palácio do Governador, situado perto do porto.
Dentre as construções mais portentosas estão:
- Paços do Concelho de Bolama;
- Igreja de São José;
- Edifício do Banco Nacional Ultramarino da Guiné-Bissau;
- Vestígios do telégrafo da Feitoria Britânica (primeiro telégrafo da África Ocidental);
- Jardim Municipal;
- Porto da Cidade.